# Isbergues
Isbergues (Nederlands: Iberge) is een gemeente in het Franse departement Pas-de-Calais (regio Hauts-de-France). De gemeente maakt deel uit van het arrondissement Béthune. Isbergues telde op 1 januari 2022 8.653 inwoners.

## Geschiedenis

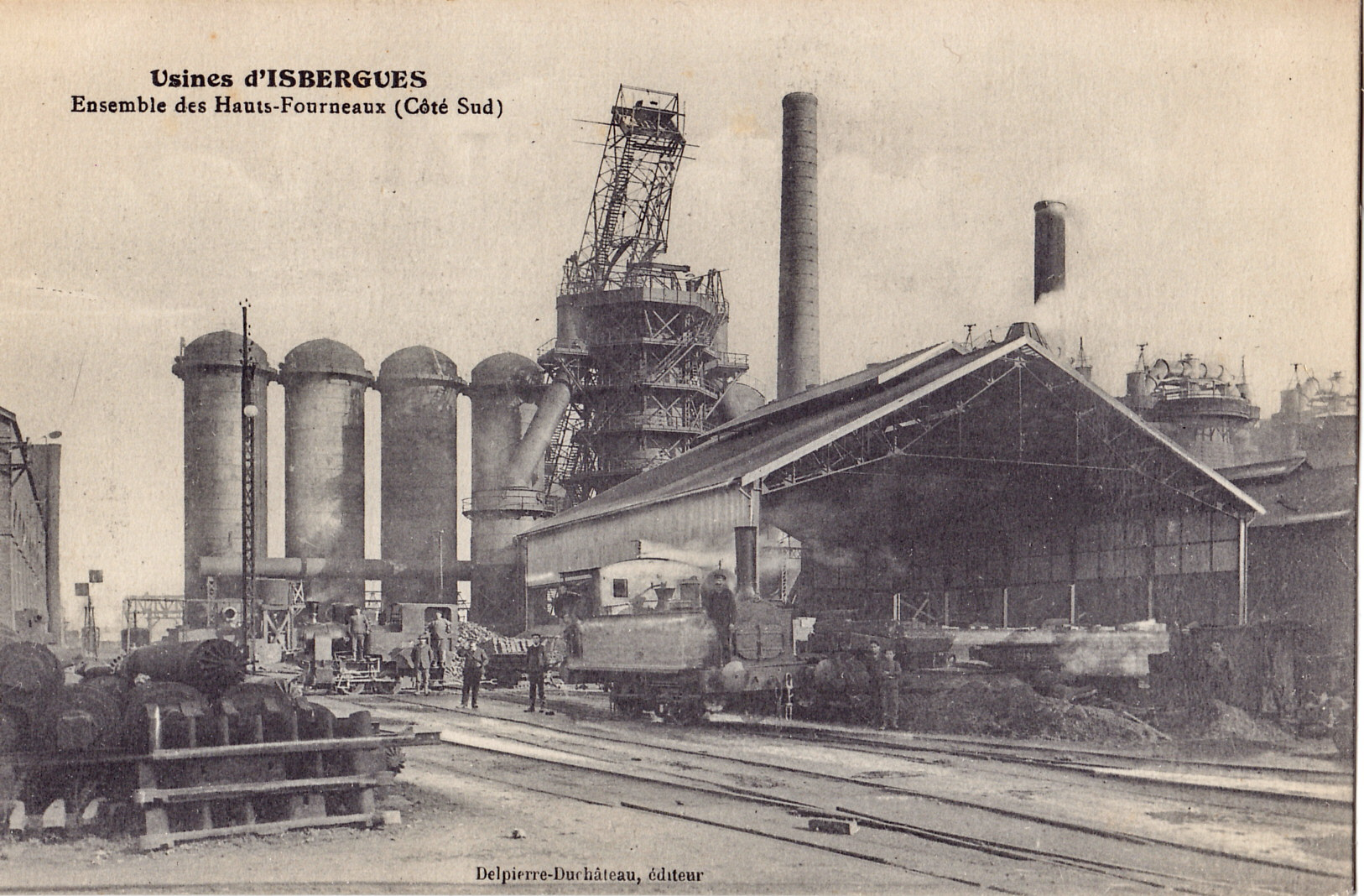
Hoogovens, begin 20ste eeuw

Vanaf de 19de eeuw kende de gemeente een industriële ontwikkeling.
Op 1 januari 1996 werden de gemeenten Molinghem en Berguette samengevoegd bij Isbergues, in een zogenoemde fusion association.
De naam doet denken aan ijsbergen, maar komt vermoedelijk van de Germaanse naam Idberga, of van īwa & berga (taxusberg).

## Geografie
De oppervlakte van Isbergues bedroeg op 1 januari 2022 14,37 vierkante kilometer; de bevolkingsdichtheid was toen 602,2 inwoners per km². Het noorden van de gemeente wordt doorsneden door het Canal d'Aire. In het zuiden van Isbergues liggen de kernen van Molinghem en Berguette. In het noordwesten ligt op de grens met buurgemeente Lambres het gehucht Trézennes.

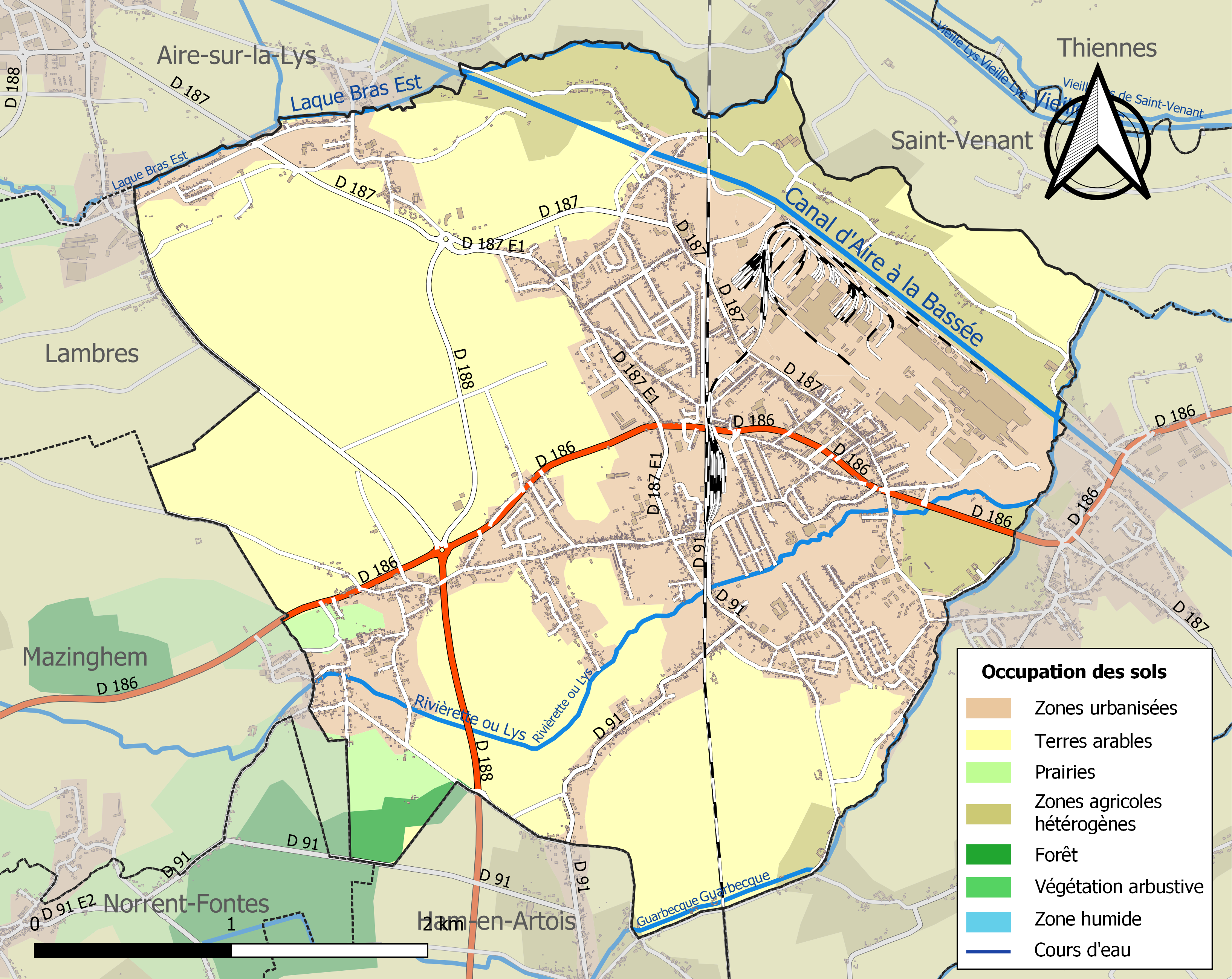
Kaart van de gemeente met belangrijkste infrastructuur, bodemgebruik en omliggende gemeenten

## Bezienswaardigheden

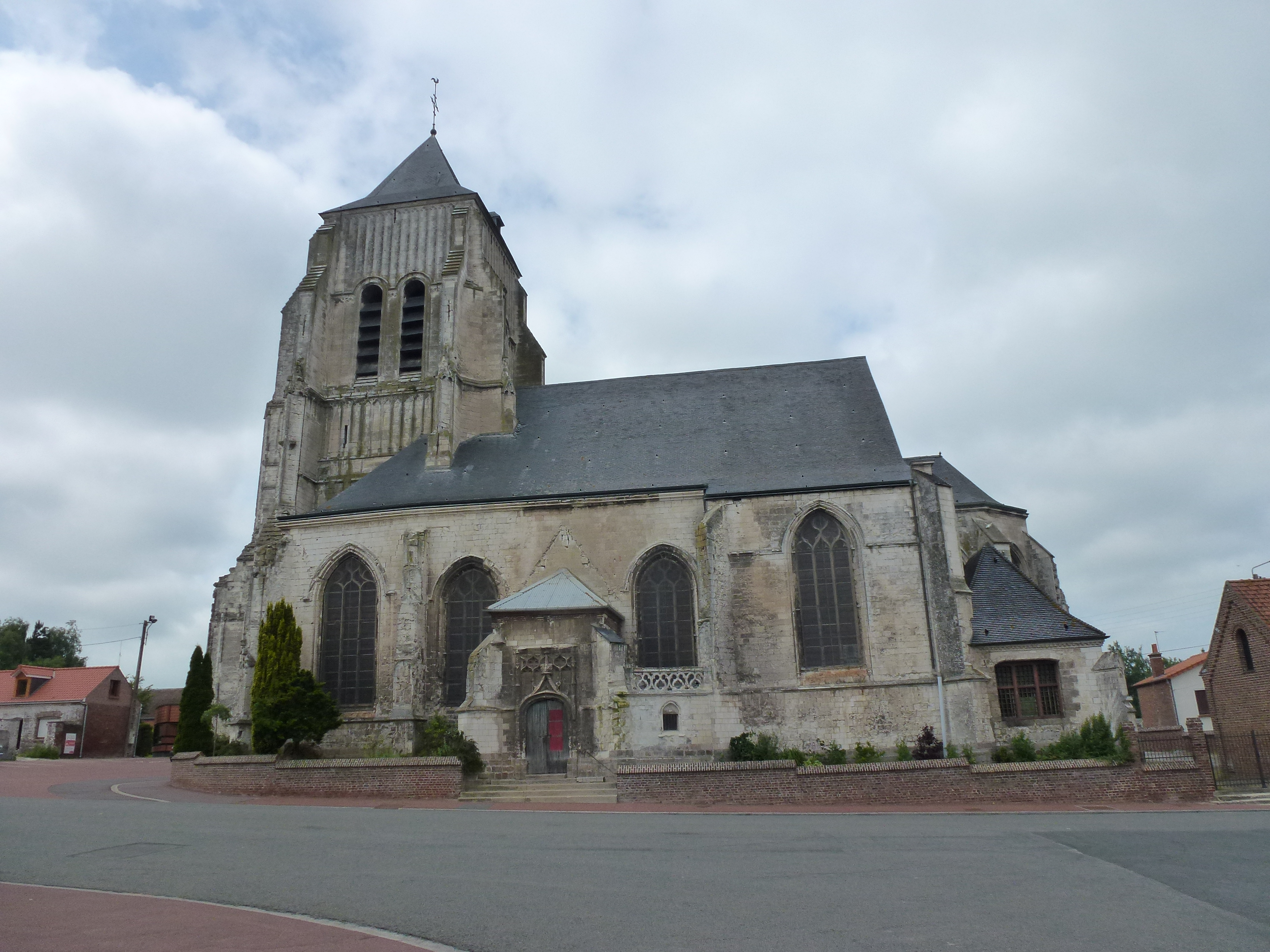
Église Sainte-Isbergue

- De Église Sainte-Isbergue werd in 1913 geklasseerd als monument historique.
- Op de gemeentelijke begraafplaats van Isbergues bevinden zich negen Britse oorlogsgraven uit de Eerste Wereldoorlog.

## Demografie
Onderstaande figuur toont het verloop van het inwonertal (bron: INSEE-tellingen).

## Sport
Elk jaar vindt in Isbergues de wielerwedstrijd GP d'Isbergues plaats.

## Verkeer en vervoer
In de gemeente staat het spoorwegstation Isbergues.